# 吳非玉
吳元玉（？—？），原名吴非玉，字得瑩，號扶崑，福建興化府莆田縣人，軍籍，明朝政治人物。

## 生平
嘉靖二十五年（1546年）丙午科福建鄉試第六十名舉人。嘉靖三十二年（1553年）中式癸丑科三甲第二百二十六名進士。工部观政，授太常寺博士，升南户部员外郎，卒。

## 家族
曾祖吳常美，累贈通議大夫工部左侍郎；祖父吳稷，累贈通議大夫工部左侍郎；父吳大田，通議大夫工部左侍郎加正二品服紱。母徐氏（累贈安人）；繼母許氏（累封淑人）。兄非熊（官生）、非羆（上林苑监典署）、弟非璧（官生）、非馨。